# Souagui
Souagui (en árabe: السواقي‎) es un municipio (baladiyah) de la provincia o valiato de Médéa en Argelia. En abril de 2008 tenía una población censada de 15 536 habitantes.
Se encuentra ubicado en el centro-norte del país, a poca distancia al sur de la costa del mar Mediterráneo y de la capital del país, Argel.

## Historia

### El monasterio de Aïn-Tamda
Las ruinas de la iglesia de Aïn-Tamda se encuentran a quince kilómetros al oeste de Djouab (Masqueray bajo la colonización francesa, Rapidum en la antigüedad) y a tres kilómetros al norte de la carretera de Sour-el-Ghozlane a Berrouaghia, se encuentran en una llanura desnuda cerca de un hermoso manantial que pronto desaparece en una marisma, de ahí su nombre. Durante su exploración a finales del siglo XIX y principios del XX   siglo, la zona que rodea la iglesia no estaba habitada y no se han encontrado rastros de viviendas antiguas en las inmediaciones. Sin embargo, la zona no era en absoluto un desierto: en la antigüedad existían grandes granjas, cuyas ruinas aún serían visibles en la hondonada de un valle cercano a la iglesia en el momento de la excavación.
Seston observó claramente el ábside completamente despejado de la nave; toscas bases de columnas y grandes sillares sugerían la existencia de una doble columnata y un porche; "a la izquierda, a lo largo del porche, podían verse los restos de varias habitaciones. Sus excavaciones de 1927 revelaron una iglesia orientada de sur-sureste a norte-noroeste, con una longitud total de 25 metros, con un ábside que sobresalía 5m50. Doce columnas de piedra caliza azul local, con sus capiteles, yacían en el suelo de la nave principal; se encontraron todas, junto con tres de las cuatro semicolumnas que reducían la anchura de la nave en sus dos extremos, así como las claves del arco triunfal. Sin embargo, durante las excavaciones no se encontró ni rastro de las tejas del tejado, lo que sugiere que la iglesia, que llevaba mucho tiempo abandonada y saqueada, no había sido reutilizada para otros fines. El pavimento de las tres naves no ha sobrevivido; nunca hubo mosaicos, sólo baldosas de ladrillo. Una escalera de tres losas perfectamente articuladas conducía al coro. Aunque estaba pavimentado con finas losas de piedra caliza blanca cuidadosamente pulida, el suelo del coro sólo se encontró como escombros a lo largo de la pared, debido al saqueo de las tumbas que abarrotaban el suelo de esta parte de la iglesia. 
El altar, probablemente situado en la parte delantera del presbiterio, en la nave, había desaparecido hacía tiempo, habiéndose encontrado únicamente sus toscos cimientos de mampostería. Sin embargo, sería posible reconstruir el arco triunfal utilizando las claves encontradas en el suelo. Las columnas de la nave sostenían un muro de más de dos metros de altura, probablemente perforado por las ventanas que iluminaban la iglesia. Cerca del pórtico, a la izquierda según se entra en la iglesia, se descubrió una pequeña pila de piedra pulida, desprovista de cualquier inscripción o decoración en el exterior. Esta humilde pila descansaba sobre el suelo, a diferencia de otras pilas similares descubiertas en África, que estaban colocadas sobre una columna de piedra.
La decoración de la iglesia parecía muy modesta, ya que algunas de las piedras ya habían sido reutilizadas en otros lugares. Por ejemplo, la base de una columna llevaba una inscripción funeraria que publicó Gsell; una columna miliaria y una estela, que podrían haber sido dedicadas por los decuriones de Rapidum a Severo Alejandro, habían sido incorporadas a los muros de la iglesia. Aunque las claves del arco triunfal y la clave habían sido cuidadosamente talladas, no se había intentado decorarlas con motivos como coronas o ramas de vid, a diferencia de lo que suele ocurrir en otras iglesias contemporáneas. Los capiteles llevaban volutas en un tosco estilo jónico, similares a los vistos en Tipasa, en parte de la basílica de Santa-Salsa que data de la primera mitad del siglo VI.{,}} Esta comparación proporcionaría un hito cronológico tanto más importante cuanto que el monumento carece de cualquier escultura, mosaico o inscripción.
Un detalle interesante para datar el monumento es una horquilla con tres puntas iguales, de unos quince cm de altura, tallada profundamente en la piedra en dos columnas de la nave. Podría ser el equivalente de un graffito, testimonio de la fe católica de los fieles que acudían a la iglesia. En África, donde la controversia sobre la Trinidad causó mucho malestar, estas tres ramas iguales de la horquilla pretendían expresar, frente al arrianismo, la afirmación católica de la unidad de sustancia e igualdad de poder de las tres personas divinas. Así pues, la iglesia de Aïn-Tamda parece haber sido construida por católicos que afirmaban su fe nicena frente a los arrianos.
Sin embargo, a pesar de estos indicios, se sabe poco sobre los orígenes cristianos de la región y es difícil afirmar con certeza que la iglesia de Aïn-Tamda data de finales del siglo V o principios del siglo VI. Los vándalos, que habían obtenido la cesión de ciertas regiones en 442, no controlaron totalmente la Mauritania hasta 474, cuando los arrianos persiguieron a los católicos. Por tanto, la iglesia católica de Aïn-Tamda podría ser anterior a 474 o posterior a 533, cuando se restauró el catolicismo bajo el reinado de Belisario y los bizantinos. Sin embargo, a falta de datos más precisos sobre los orígenes cristianos de la región, es difícil establecer una fecha exacta.
Aunque la iglesia, tal y como se descubrió durante las excavaciones, está en ruinas, despojada de toda decoración, sin altar ni relicario, su interés va más allá de estos aspectos. Forma parte de un conjunto de edificios hasta ahora poco conocidos en el norte de África, a saber, un monasterio. Las excavaciones sacaron a la luz unos cimientos que permitieron reconstruir el trazado completo del edificio, que medía 58 m25 de largo y tenía 29 m de ancho hacia el este, estrechándose a 25 m30 a lo largo de la iglesia. La única entrada al monasterio se encontraba en el muro este, abriéndose a un pasillo que conducía a un gran patio, rodeado de grandes salas de longitudes variables pero todas de 4 metros de ancho en los lados cortos del rectángulo y de 4m40 en los otros dos. El estado de las ruinas hace imposible determinar la función de cada una de estas grandes salas. No se ha encontrado ningún rastro de una columnata interior, que habría rodeado el patio. Sólo los muros del lado norte del patio, mejor conservados, conservan los umbrales y los marcos de las puertas. El monasterio tenía una sola entrada, en medio de una fachada, y estaba rodeado por un grueso muro, que encerraba la iglesia y el convento en un solo recinto. Todos los muros interiores tenían una anchura de 0 m70 en la base. El convento de Aïn-Tamda no evolucionó a partir de una basílica más antigua, ni junto a ella, sino que se construyó al mismo tiempo, formando un conjunto coherente desde el principio. Fue por tanto el primer grupo de edificios religiosos del norte de África que se construyeron juntos para formar un monasterio.